# 5771 Сомервілль
5771 Сомервілль (5771 Somerville) — астероїд головного поясу, відкритий 21 вересня 1987 року.
Тіссеранів параметр щодо Юпітера — 3,157.
Названо на честь Мері Сомервілль (англ. Mary Somerville, 1780—1872) — шотландської вченої.